# Жекцин
Жекцин (пол. Rzekcin) — село в Польщі, у гміні Звежин Стшелецько-Дрезденецького повіту Любуського воєводства.
Населення — 70 осіб (2011).
У 1975-1998 роках село належало до Гожовського воєводства.

## Демографія
Демографічна структура станом на 31 березня 2011 року:
|          | Загалом | Допрацездатний вік | Працездатний вік | Постпрацездатний вік |
| -------- | ------- | ------------------ | ---------------- | -------------------- |
| Чоловіки | 31      | 8                  | 20               | 3                    |
| Жінки    | 39      | 16                 | 14               | 9                    |
| Разом    | 70      | 24                 | 34               | 12                   |